# (16553) 1991 TL14
(16553) 1991 TL14 — астероїд головного поясу, відкритий 7 жовтня 1991 року.
Тіссеранів параметр щодо Юпітера — 3,607.